# Western Force
Western Force es un equipo profesional de rugby ubicado en Perth, una de las cinco franquicias de Australia que participan en el Super Rugby de la SANZAAR representando a la región de Australia Occidental.
Originalmente jugaba sus partidos de local en el Subiaco Oval de la ciudad de Perth, y desde 2010 utiliza el Perth Oval. 
Su vestimenta es camiseta azul con pantalón negro.
El nombre del equipo en castellano significa "Fuerza del Oeste".

## Historia
En su debut en 2006, Western Force logró solamente una victoria y dos empates en 13 partidos, y acabó en el último puesto del campeonato. Los tres años siguientes se ubicó a mitad de tabla, resultando séptimo en 2007 y octavo en 2008 y 2009. En 2010 acabó penúltimo en el campeonato, con cuatro victorias y nueve derrotas.
Con la expansión a 15 equipos en 2011, Western Force se ubicó 12º con cinco victorias, dos empates y nueve derrotas. El equipo finalizó penúltimo en 2012 y antepenúltimo en 2013. En la temporada 2014 obtuvo nueve victorias y siete derrotas, por lo que finalizó octavo.
En 2017, en un escueto comunicado de la ARU, el ente madre del rugby australiano confirmó que no le renovaba la licencia para poder seguir participando en el Super Rugby. La decisión se basó, principalmente por cuestiones económicas.
En 2018 ingreso en el National Rugby Championship, el principal campeonato nacional de rugby en Australia, en la temporada 2019 logró el campeonato al vencer 41 a 3 en la final a Canberra Vikings.
Desde el año 2019 hasta el 2020 participó en el Global Rapid Rugby.
Algunos de los jugadores destacados de Western Force han sido Matt Hodgson, Richard Brown, Ben McCalman, David Pocock, Cameron Shepherd, Scott Staniforth, Ryan Cross, James O'Connor y Matt Giteau.
Desde 2021 se reintegró al Super Rugby, en su edición australiana que se disputó a causa de la pandemia de COVID-19.

## Palmarés
- National Rugby Championship (1): 2019
- Global Rapid Rugby (1): 2019